# Bernieridae
Bernieridae Cibois, David, Gregoy & Pasquet, 2010 è una famiglia di uccelli dell'ordine Passeriformes.

## Descrizione

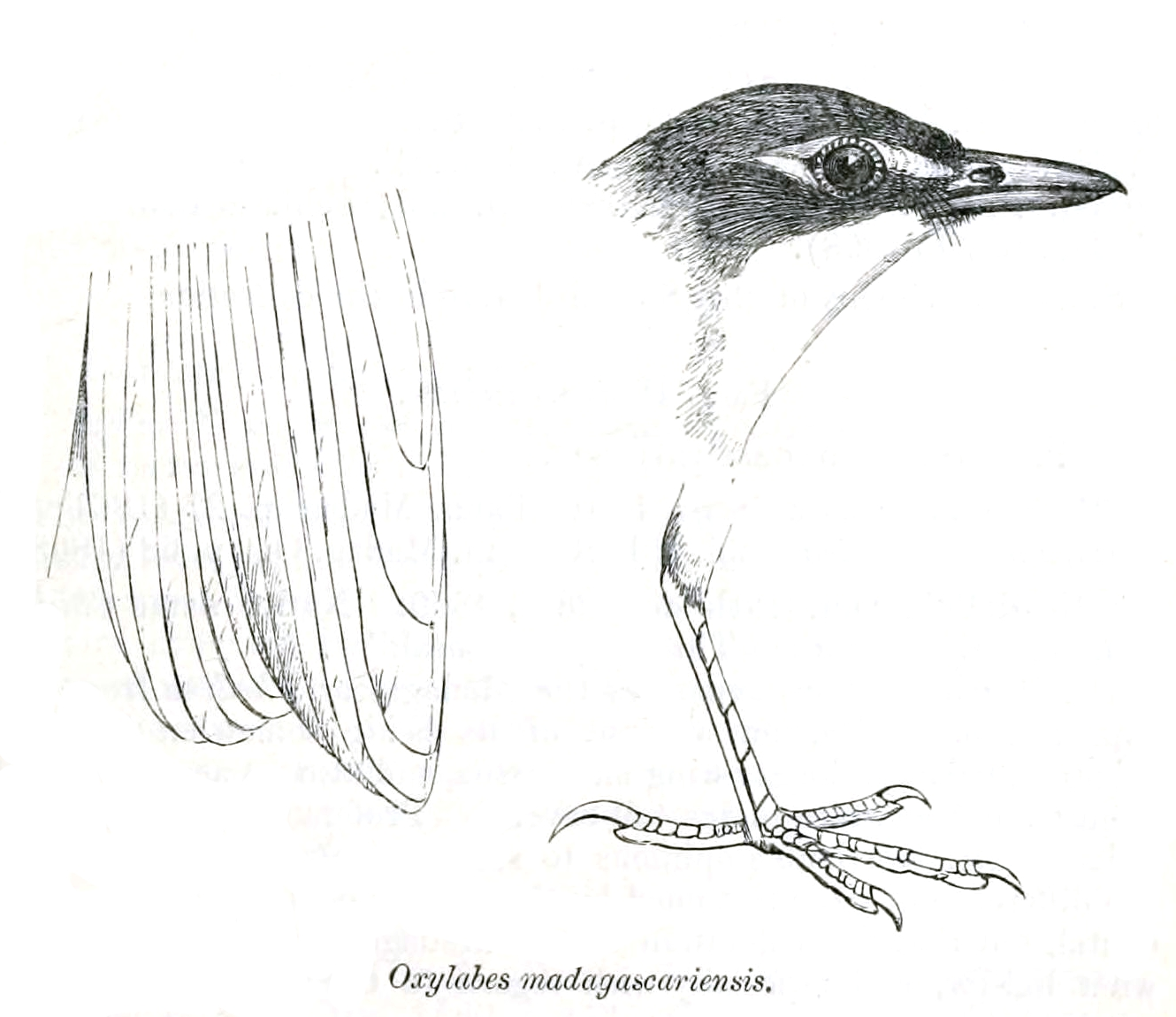
Illustrazione di Oxylabes madagascariensis.

I bernieridi sono uccelli di taglia e aspetto piuttosto variabili, che vanno dai 12 cm di silvicola criptica e bigia marvantsetra alla ventina di cm di tetraka e garrulo del Madagascar e per via della convergenza evolutiva possono somigliare, a seconda del genere preso in considerazione, allodole, tordi od occhiocotti in miniatura, presentando in genere aspetto paffuto con grossa testa, becco sottile e appuntito, forti zampe ed ali appuntite con coda squadrata.

## Distribuzione e habitat
La famiglia è confinata al Madagascar, del quale la maggior parte delle specie della famiglia popola la foresta pluviale della fascia costiera orientale, con alcuni bernieridi che tuttavia si trovano anche nelle aree più secche del nord e del sud-ovest.

## Biologia
Si tratta in massima parte di uccelletti diurni, monogami, che vivono in coppie o in gruppetti familiari e presentano dieta essenzialmente insettivora.
La biologia della maggior parte delle specie è tuttavia ancora poco conosciuta e studiata, sia per mancanza di studi sul campo che per la recentissima descrizione scientifica di molte di esse.

## Tassonomia
La famiglia comprende otto generi e 11 specie:
Famiglia Bernieridae
- Genere Oxylabes
  - Oxylabes madagascariensis - garrulo del Madagascar
- Genere Bernieria
  - Bernieria madagascariensis - bulverde beccolungo
- Genere Cryptosylvicola
  - Cryptosylvicola randrianasoloi - silvicola criptica
- Genere Hartertula
  - Hartertula flavoviridis - jery codacuneata
- Genere Thamnornis
  - Thamnornis chloropetoides - kritika
- Genere Xanthomixis
  - Xanthomixis zosterops - tetraka beccocorto
  - Xanthomixis apperti - tetraka di Appert
  - Xanthomixis tenebrosa - tetraka bruno
  - Xanthomixis cinereiceps - bulbul corona grigia
- Genere Crossleyia
  - Crossleyia xanthophrys - garrulo orecchie gialle
- Genere Randia
  - Randia pseudozosterops - bigia marvantsetra

La tassonomia dei bernieridi è molto recente: sebbene Salomonsen avesse suggerito l'esistenza del taxon già nel 1934, i vari generi sono rimasti ascritti ad altre famiglie (Sylviidae per Oxylabes, Cryptosylvicola, Thamnornis e Randia, Pycnonotidae per Bernieria e Xanthomixis e Timaliidae per Hartertula e Crossleyia) fino al 2010, quando la teoria di Salomonsen è stata confermata dalle analisi del DNA mitocondriale, che hanno determinato la creazione di una famiglia monofiletica.
All'interno della famiglia sono distinguibili tre cladi:
- un primo clade più basale, comprendente i generi Crossleyia e Xanthomixis;
- un secondo clade, comprendente Hartertula, Randia e Thamnornis;
- un terzo clade, comprendente Bernieria, Oxylabes e Cryptosylvicola;

I bernieridi fanno parte della radiazione evolutiva malgascia dei Sylvioidea, mostrandosi molto affini allo scricciolo mimo (col quale formano un clade) e ai Locustellidae.